# Скарвил (Ајова)
Скарвил (енгл. Scarville) град је у америчкој савезној држави Ајова. По попису становништва из 2010. у њему је живело 72 становника.

## Демографија
Према попису становништва из 2010. у граду је живело 72 становника, што је -25 (-25.8%) становника више него 2000. године.
| Група             | 2000.      | 2010.      |
| Белци             | 93 (95,9%) | 70 (97,2%) |
| Афроамериканци    | 0 (0,0%)   | 0 (0,0%)   |
| Азијати           | 0 (0,0%)   | 1 (1,4%)   |
| Хиспаноамериканци | 0 (0,0%)   | 0 (0,0%)   |
| Укупно            | 97         | 72         |